# 보비 J. 톰슨
보비 J. 톰프슨(Bobb'e J. Thompson, 1996년 2월 28일 ~ )은 미국의 배우, 래퍼, 희극인이다.
캔자스시티에서 태어났다.

## 출연 작품

### 영화
- 풀 클립 (2004, Full Clip)
- 셀룰러 (2004)
- 샤크 (2004) - 쇼티 1 역 (애니메이션)
- 아이들와일드 (2006, Idlewild) - 어린 루스터 역
- Of Boys and Men (2008)
- 사람 만들기 (2008) - 로니 실즈 역
- 콜럼버스 데이 (2008, Columbus Day)
- 이매진 댓 (2009)
- 로스트 랜드: 공룡 왕국 (2009)
- 하늘에서 음식이 내린다면 (2009) - 캘 데버로 역 (애니메이션)
- Knucklehead (2010)
- Snowmen (2010)
- 스쿨 댄스 (2014, School Dance) - 제이슨 역
- Wish Wizard (2014) - 단편
- 나와 친구, 그리고 죽어가는 소녀 (2015) - 데릭 역

### 텔레비전
- 댓츠 소 레이븐 (2004-06)
- 30 ROCK (2008-09) - 트레이시 주니어 역
- 분덕스 (애니메이션) (2005-2014) - 라밀톤 태숀